# Stenolidia magna
Stenolidia magna är en insektsart som beskrevs av Nielson 1986. Stenolidia magna ingår i släktet Stenolidia och familjen dvärgstritar. Inga underarter finns listade i Catalogue of Life.